# Johann Gregorius Höroldt

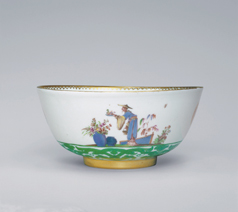
Porcelana de Meissen con decoración de chinoiseries, 1726.

Johann Gregorius Höroldt (Jena, 6 de agosto de 1696-Meissen, 1775) fue un pintor de porcelana y director de la fábrica de porcelana de Meissen (periodo comprendido entre los años 1723 y 1731). Hörold se formó en el arte de la decoración de porcelana y esmalte entre 1719 y 1720 en el taller de Du Paquier en Viena. Conocido por sus investigaciones en pigmentos sobre porcelana, en el año 1731 Höroldt desarrolló una paleta con dieciséis colores.